# شوری (سوره)

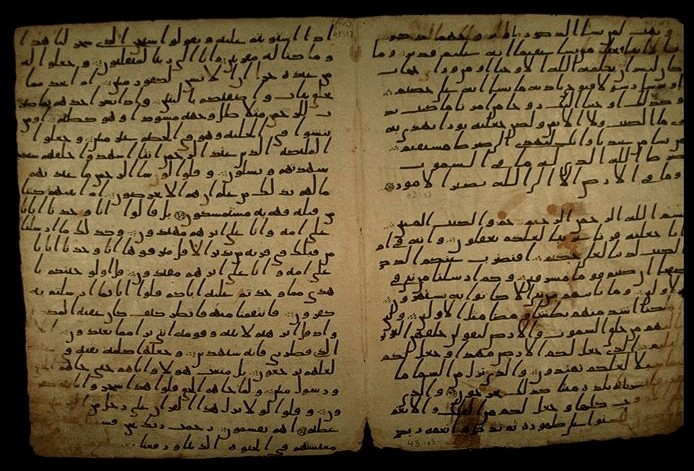
نسخه خطی قدیمی از آیات انتهایی سوره شوری و آیات ابتدایی (تا آیه ۳۲) سوره زخرف به خط حجازی متعلق به قرن اول هجری که در کتابخانه جامع کبیر صنعا نگهداری می‌شود.

شوری سوره ۴۲ از قرآن است و ۵۳ آیه دارد. این سوره به دلیل آنکه در آیهٔ ۳۸ مسلمانان را دعوت به مشورت در کارها می‌کند به این نام نامیده می‌شود. مشابه دیگر سوره‌های مکی، محتوای این سوره بیشتر پیرامون مبدأ، معاد، و نبوت است. بخش اصلی این سوره پیرامون وحی و چگونگی ارتباط خدا با پیامبران است. مباحث اخلاقی مانند توبه، گذشت، و صبر نیز در این سوره مطرح شده‌اند.